# Zach Jackson
Zach Jackson (Wichita, Kansas, Estados Unidos, 13 de agosto de 1997) es un jugador de baloncesto con nacionalidad estadounidense. Con 1,96 metros de altura juega en la posición de escolta. Actualmente forma parte de la plantilla de los Leicester Riders de la British Basketball League.

## Trayectoria
Es un escolta formado en Wichita East High School de su ciudad natal, hasta que en 2015 ingresa en la Universidad de Nebraska Omaha, situada en Omaha, Nebraska, donde jugaría durante cuatro temporadas la NCAA con los Omaha Mavericks, desde 2015 a 2019.
Tras no ser elegido en el Draft de la NBA de 2019, en el mes de septiembre fichó por el Kharkivski Sokoly de la Superliga de baloncesto de Ucrania.
El 19 de agosto de 2020, firma por los Leicester Riders de la British Basketball League. Jackson iría renovando contratos en las siguientes dos temporadas para seguir jugando en el conjunto inglés.